# Manu (distrito)
Manu é um distrito do Peru, departamento de Madre de Dios, localizada na província de Manu.

## Transporte
O distrito de Manu é servido pela seguinte rodovia:
- PE-5S, que liga o distrito de Chanchamayo (Região de Junín) Fronteira Bolívia-Peru (em Puerto Maldonado) - no distrito de Tambopata (Região de Madre de Dios [1][2][3]